# واگن دسته موزیک
واگن دستهٔ موزیک (انگلیسی: The Band Wagon) نام یک فیلم کمدی موزیکال آمریکایی به کارگردانی وینسنت مینلی است که در سال ۱۹۵۳ ساخته شد. در این فیلم فرد آستر و اسکار لونت به هنرنمایی پرداخته‌اند. بسیاری از منتقدان، این فیلم را به‌همراه آواز در باران، بهترین فیلم‌های موزیکال تولید شده توسط کمپانی مترو گلدوین مایر می‌دانند.
این فیلم بر پایهٔ نمایشنامه‌ای به همین نام ساخته شد که متن آن را جرج اس. کافمن نوشته بود، ترانه‌هایش اثر «هاوارد دیتز» بود و موسیقی‌اش را آرتور شوارتز ساخته بود و در سال‌های ۱۹۳۲-۱۳۹۱ در برادوی بر روی صحنه رفت.
واگن دستهٔ موزیک در همان سال نامزدِ دریافتِ جایزه اسکار بهترین موسیقی فیلم، جایزه اسکار بهترین فیلم‌نامه غیراقتباسی و جایزه اسکار بهترین طراحی لباس گردید.
در سال ۱۹۹۵، کتابخانه کنگره این فیلم را «به لحاظِ فرهنگی، تاریخی و زیبایی‌شناختی پُر اهمیت» قلمداد کرد و آن را جهت حفظ و نگهداری، به فهرست ملی ثبت فیلم افزود. در سال ۲۰۰۶ میلادی، بنیاد فیلم آمریکا این فیلم را در ردهٔ هفدهم از فهرست برترین فیلم‌های موزیکال خود قرار داد.

## خلاصه داستان
فیلم درباره یک هنرمند قدیمی و فراموش شده است که امیدوار است با بازی در یک نمایشنامه در برادوی، دوباره به کانون توجه و اوج بازگردد. از طرفی کارگردان این نمایشنامه، تصمیم دارد آن را به فاوستی پُرطمقطراق و دیگر مبدل کند و از یک بالرین توانا برای ایفای نقش در آن دعوت می‌کند؛ اما بالرین با هنرمند قدیمی درگیر می‌شود و ماجراهایی رخ می‌دهد.